# اس‌اس استیون هاپکینز
اس‌اس استیون هاپکینز (به انگلیسی: SS Stephen Hopkins) یک کشتی بود که طول آن ۴۴۱٫۵ فوت (۱۳۵ متر) بود. این کشتی در سال ۱۹۴۲ ساخته شد.